# 维约堡 (科多尔省)
维约堡（法語：Vieux-Château，法語發音：[vjø ʃato]，意为“旧堡”）是法国科多尔省的一个市镇，属于蒙巴尔区。

## 地理
维约堡（47°28'12"N, 4°8'2"E）面积6.47 平方千米，位于法国勃艮第-弗朗什-孔泰大區科多尔省，该省份为法国中东部省份，北起奥布省，西接涅夫勒省和约讷省，南至索恩-卢瓦尔省，东南接汝拉省，东临上索恩省，东北部与上马恩省接壤。
与维约堡接壤的市镇（或旧市镇、城区）包括：图特里、埃普瓦斯、蒙贝尔托、桑塞莱鲁夫赖、圣马尼昂斯、索维尼勒伯雷阿勒。

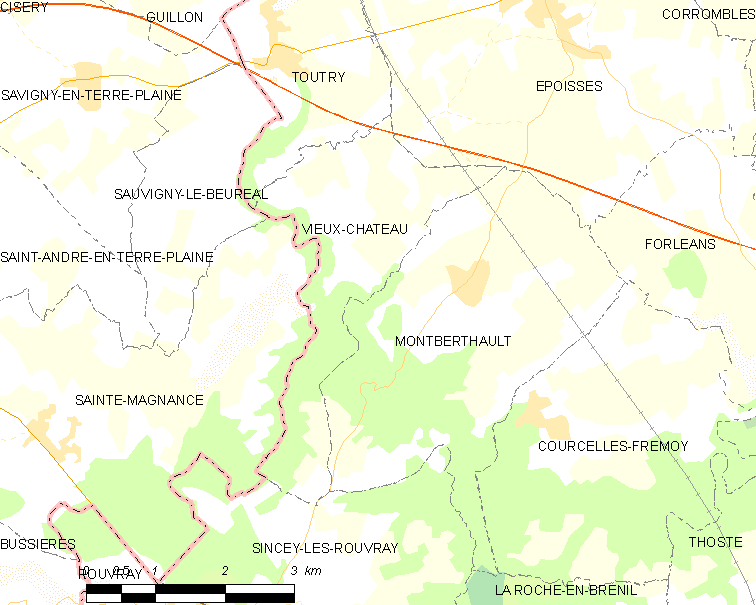
的OSM定位图

维约堡的时区为UTC+01:00、UTC+02:00（夏令时）。

## 行政
维约堡的邮政编码为21460，INSEE市镇编码为21681。

## 政治
维约堡所属的省级选区为欧苏瓦地区瑟米尔县。

## 人口

1962-2008年间人口变化图示

维约堡于2022年1月1日时的人口数量为100人。